# ماجد أبو سيدو
ماجد مصطفى أبو سيدو، من مواليد 24 ديسمبر 1985، لاعب كرة قدم فلسطيني. بدأ مسيرته الكروية مع نادي اليرموك الكويتي، وفي عام 2005 انتقل إلى نادي السالمية الكويتي، وهو يلعب مع نادي برقان الكويتي. وهو يلعب مع منتخب فلسطين لكرة القدم منذ عام 2004 ويتم الآن مفاوضته من قبل النادي الأهلي المصري.

## روابط خارجية
- ماجد أبو سيدو على موقع الاتحاد الدولي (مؤرشف)  (الإنجليزية)